# Autoroute A517 (France)
L'autoroute A517 est une courte autoroute française de 1 200 mètres reliant l'autoroute A7 à l'autoroute A51 à Septèmes-les-Vallons, au nord de Marseille.